# 日本のシンドラー杉原千畝物語 六千人の命のビザ
『日本のシンドラー杉原千畝物語 六千人の命のビザ』（にほんのシンドラーすぎはらちうね ろくせんにんのいのちのビザ）は、2005年10月11日の21:00-23:09に読売テレビ制作、日本テレビ系列で『終戦60年ドラマスペシャル』として放送されたテレビドラマ。舞台となったリトアニアで実際にロケが行われた。
DVDが発売された際には、未放送部分を追加したディレクターズ・カット版（120分）で発売された。

## 出演
- 杉原千畝：反町隆史
- 杉原幸子：飯島直子
- 菊池節子：吹石一恵
- 滝川光也：勝村政信
- 菊池文彦：生瀬勝久
- 大久保満夫：伊武雅刀
- 松岡洋右：伊東四朗
- ：田中要次
- ：眞島秀和
- ：黒濱優至
- ：清家利一
- ：満田伸明
- ：水澤心吾
- ボイスキャスト：小林清志、高島雅羅、米山信之、志賀麻登佳、金井節、岩尾万太郎、松岡大介、茂呂田かおる、山岸治雄、樋口あかり ほか（キャスティング協力：俳協）

## スタッフ
- 監督：渡邊孝好
- 脚本：渡邉睦月
- 原作：杉原幸子「六千人の命のビザ」より（大正出版刊）
- 監修：渡辺勝正
- 音楽：アンドレア・モリコーネ
- 音楽監督：小西香葉
- ルーマニアロケコーディネート：BALTIC FILM SERVICES
- ロケ協力：フィンランド航空、リトアニア杉原記念館、駐日イスラエル大使館、横浜フィルムコミッション、ルーテル学院大学、江戸東京たてもの園、外交史料館、日本郵船、横浜マリンタワー　ほか
- 資料協力：大正出版
- 資料ライブラリー映像：クリエーション5、セレブロ
- 特殊メイク：江川悦子、神田文裕
- 音響効果：渡部健一（カモメファン）
- 技術協力：ビデオフォーカス
- 照明協力：APEXⅡ
- CG：EDP Graphic Works
- 装飾：ポパイアート
- スタジオ：日活撮影所
- チーフプロデューサー：田中壽一
- プロデューサー：岡本浩一、赤嶺和彦（JCM）、藤田義則（フェローピクチャーズ）
- 制作統括：小石川伸哉（よみうりテレビ）
- 制作協力：ジャパンクリエイティブマネージメント（JCM）
- プロダクション協力：フェローピクチャーズ
- 制作著作：よみうりテレビ